# Фридерик Алембек (духівник)
Фридерик Алембек, або Фридерик Альнпех (13 жовтня 1598, Львів — 1672) — львівський міщанин (за походженням), вчений, архівіст, римо-католицький релігійний діяч.

## Життєпис
Народився 13 жовтня 1598 року в м. Львові. Син Яна Алембека (Альнпеха).
Став чернцем-кармелітом босим у Кракові. Навчався у Краківському університеті (у 1616 році записався на відділ вільних мистецтв), у 1620 році став бакалавром. Після 1620 отримав свячення нижчих ступенів, став латинським парохом (пробощем) у Журавиці (був до смерти), презентувала Ельжбета Корняктова. Викладав до 1622 року, потім припинив навчання, через кілька відновив (теологія). 1624 року отримав священничі свячення.
Доктор філософії (весна 1634), доктор теології (червень 1634, був промований Марціном Вадовітою). 26 жовтня 1634 року став деканом у Перемишлі, пізніше — почесним каноніком катедральної капітули. Дієцезіальні синоди 1636, 1641 років доручили йому створити опис Перемиської дієцезії, зробити генеральну візитацію. 1642 року закінчив візитацію, потім впорядкував архіви. 1653 року став апостольським протонотаріусом, 1657-го — королівським секретарем, кантором Перемиської капітули РКЦ. Офіціял і вікарій єпископів Павла Пясецького (1646-1649), Анджея Тшебіцького (1655-1658).
Автор наукових, архівних (зокрема, «Gemna ecclesiae cathedralis», 1647 рік; у ній — каталог архиєпископів Галицько-Львівських, прелатів, каноніків перемиських) праць, каталогів, віршів латиною. Зокрема, під час візитації костелу в Івоничі 3 червня 1639 року склав опис місцевих мінеральних джерел.
Після смерти батька 1636 року успадкував частину його майна.